# Claudio Taddei
Claudio Taddei (Minas, Lavalleja, 22 de diciembre de 1966-Lugano, 9 de agosto de 2019) fue un músico y artista plástico uruguayo.

## Biografía
Hijo del pintor Julio Taddei Domínguez, la vida del artista y de su hermana Rossana Taddei transcurre entre Suiza y Uruguay. De Minas se trasladó a Montevideo y de Montevideo a Lugano, ciudad de origen de su padre, con solo tres años de edad. En 1981 retorna a Montevideo, donde termina su educación secundaria. 
En 1984 recibe el primer premio categoría solista en el Festival de La Paz, Uruguay. De 1986 a 1990 asiste a la Escuela Nacional de Bellas Artes; a partir de ese momento divide su actividad artística entre la música y la pintura. En 1987 crea su primera banda, Camarón Bombay. A partir de 1995 inicia su carrera solista.
En 1992 realiza su primera exposición de pintura en la Galería Iris en Lugano. En 2002 se radica en Suiza e instala su taller de pintura en Caslano, Ticino.
En 2013 realiza el proyecto artístico Intuitivo, donde funde su música con su pintura. El DVD-CD, que incluye doce canciones y doce videoclips, fue grabado durante doce días y doce noches en Il Rivellino, de Locarno, acompañado por un elenco de siete personas. Todas las obras, tanto música como pinturas, fueron realizadas en el momento, amplificando los sonidos de los pinceles y el rozar o golpear los lienzos de pintura interpuestos con batería y percusión como base musical.

## Discografía
- 1995, La iguana en el jardín
- 1996, Jirafas negras
- 1998, Cebras, nácar y rubí
- 1999, El tranvía
- 2000, La perversa estupidez de los espantapájaros perdidos
- 2003, Para el Sur el Norte está lejos
- 2007, Puerto Mestizo
- 2010, Montevideo Connection
- 2013, Intuitivo
- 2011, Grandes Éxitos
- 2018, Natural

## Exposiciones
- 2007 “Impasti e colori”, Lugano.
- 2008 “Etnika” Centro Cultural Stufenbau de Berna, Embajada Uruguaya en Suiza.
- 2009 “Etnika” Sesto Calende, invitado por la Comisión de la Cultura Italiana.
- 2010 “Montevideo Connection”, directa televisiva para la RSI- Radio Televisión Suiza, Suiza.
- 2011 “DiVersioni”, Concierto y performance de pintura, Auditorium Stelio Molo RSI. Grabación en vivo DVD- CD, Lugano, Suiza. ”Over Tour-2011” Paint Music Live, Buenos Aires, Punta del Este, Montevideo.
- 2012 “Over Tour- España 2012”- Paint Music Live. Badajoz, Madrid, Barcelona. “Ofrenda Presente”, pintura, Banca Raiffeisen del Vedeggio, Suiza. “Colores de música”, muestra de pintura en la galería de arte contemporáneo Latinoamericano Hernandez Art Gallery.
- 2014 Milano Affordable Art Fair. Arte contemporáneo, Italia.
- 2015 Performance Intuitiva, Expo Milano, invitado por el Pabellón del “Corriere della sera” representando a Uruguay para el ciclo “Arte in diretta”.
- 2016 ART 3F-Salon International d’Art Contemporain, Montpellier. Hellen Arts-Gallery, Francia, y Rotterdam International Art Fair, Hellen Arts-Gallery, Holanda. “Risonanze” - Muestra personal permanente Banca Raiffeiden del Vedeggio, Suiza. “Presencias”, exposición de arte y performance de música y pintura, Hotel del Lago de Punta del Este.
- 2017 Mural “Paisaje de familia” para el ex laboratorio de A. Einstein en Ámsterdam, Holanda.
- 2017 “CrHomoSónica” Museo Torres García, Montevideo.[4]